# Caudanthera
Caudanthera es un género de plantas fanerógamas de la familia Apocynaceae. Contiene tres especies. Es originaria de África, Arabia y Asia. 
En GRIN se le considera un sinónimo del género Caralluma.

## Descripción
Son plantas erectas con tallos suculentos que alcanzan los 10-60 cm de altura, con látex incoloro; rizomas presentes en C. edulis (Edgew.) Meve & Liede; raíces fibrosas. Las ramas de color azul-verdoso, cilíndricas de 5-30 cm de largo y de 5-10 mm de ancho, cuadrangulares, con ángulos redondeados. Las hojas caducas, reducidas a escamas, ligeramente ascendentes de 0.5-1.2 cm de largo, ovadas, con el ápice agudo, estípulas glandulares y ovadas.
Las inflorescencias extra axilares en mayor número a lo largo de los extremos apicales de los tallos con 1-5-flores, simples. Tiene un número de cromosomas de: 2n= 22 (C. edulis (Edgew.) Meve & Liede, C. sinaica (Decne.) Plowes).

## Taxonomía
El género fue descrito por Darrel C. H. Plowes y publicado en Haseltonia 3: 58. 1995.

## Especies
| - Caudanthera edulis (Edgew.) Meve & Liede - Caudanthera mireillae (Lavranos) Plowes - Caudanthera sinaica (Decne.) Plowes |